# 長鰭梭大口魚
長鰭梭大口魚（学名：Luciosoma spilopleura）为輻鰭魚綱鯉形目鲤科的其中一種。分布於亞洲泰國至婆羅洲及蘇門答臘，體長可達25公分，棲息在礫石底質的水域，可做為觀賞魚。

## 扩展阅读
維基物種上的相關：長鰭梭大口魚